# Thomas Pörschke

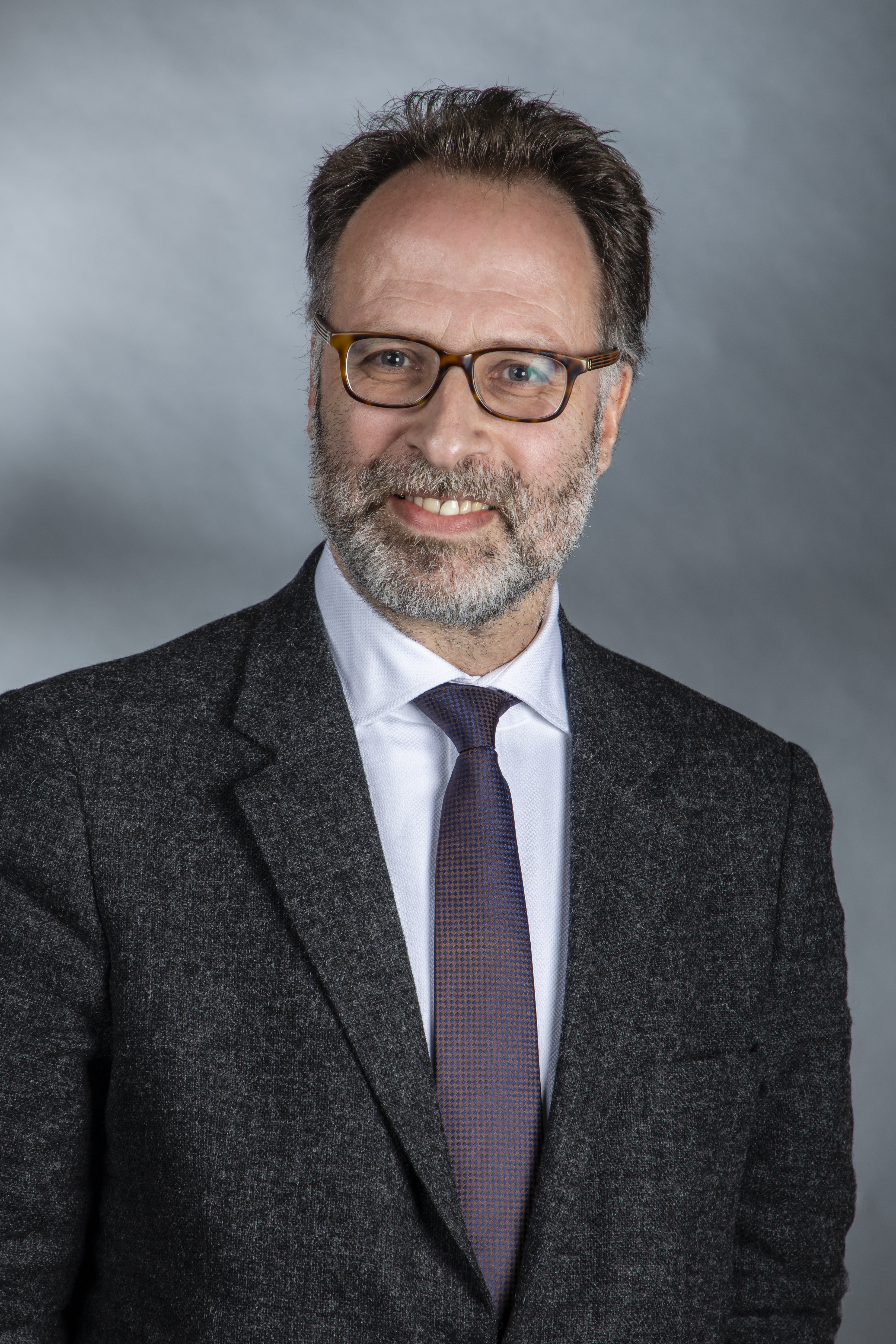
Thomas Pörschke (2019)

Thomas Pörschke (* 1963) ist ein deutscher Politiker (Bündnis 90/Die Grünen). Er war von 2019 bis 2023 Mitglied der Bremischen Bürgerschaft.

## Biografie
Pörschke wurde  Mitglied der Grünen. Er war bis 2019 Stellvertretender Sprecher des Beirats Vegesack.
Im Mai 2019 wurde er in die Bremische Bürgerschaft gewählt und war als Mitglied in folgenden Gremien vertreten:
- Ausschuss für Bundes- und Europaangelegenheiten, internationale Kontakte und Entwicklungszusammenarbeit
- Petitionsausschuss (Land und Stadt)
- Betriebsausschuss Stadtbibliothek Bremen und Bremer Volkshochschule
- Betriebsausschuss Werkstatt Bremen
- Städtische Deputation für Kultur
- Städtische Deputation für Soziales, Jugend und Integration

Er war Sprecher seiner Partei für Behindertenpolitik, Ehrenamtliches Engagement, Entwicklungszusammenarbeit und  Obdachlosenpolitik.
Bei der Bürgerschaftswahl in Bremen 2023 erhielt er kein Mandat mehr und schied aus der Bürgerschaft aus.